# Mike W. Barr

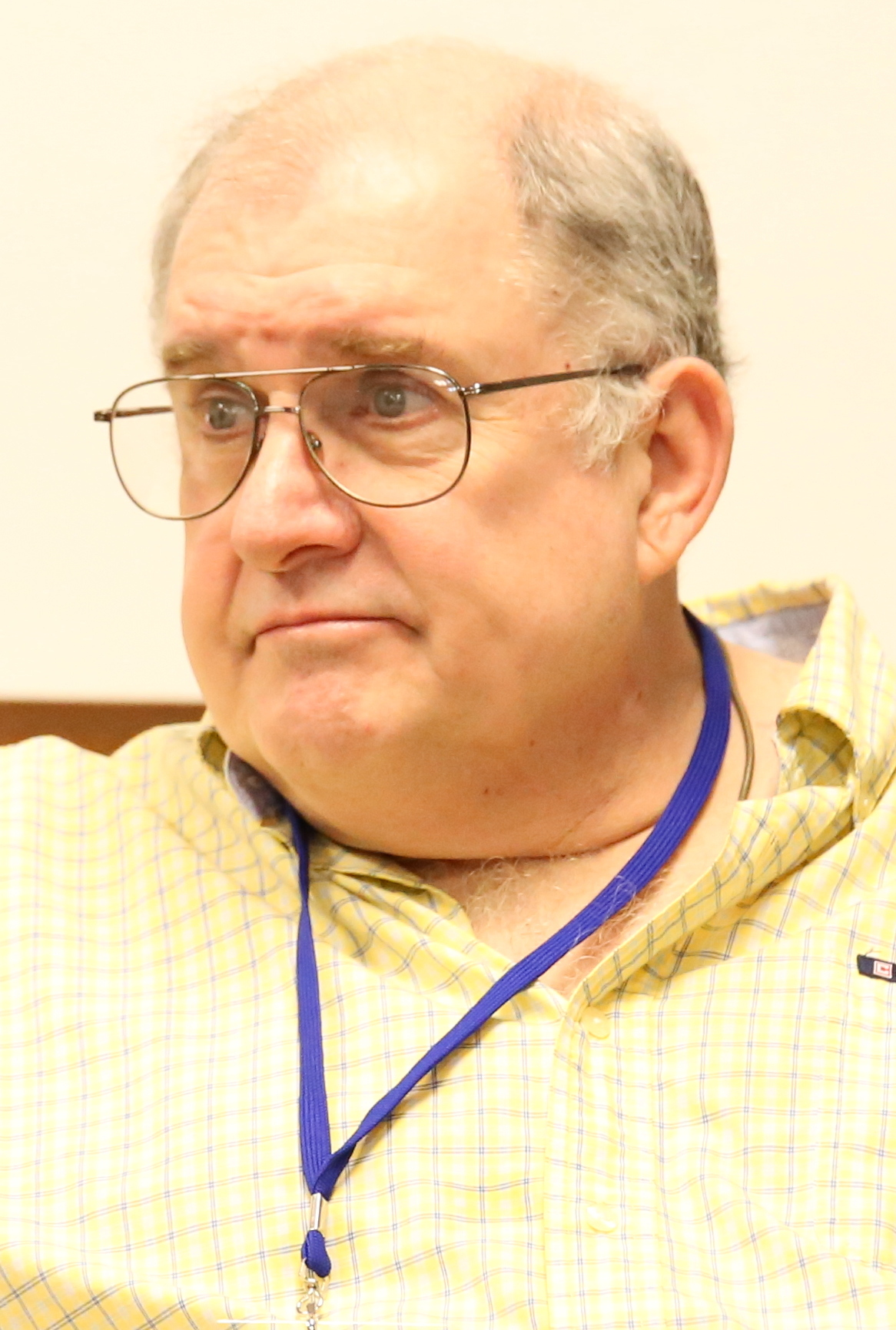
Mike W. Barr, 2015

Mike W. Barr (* 30. Mai 1952) ist ein US-amerikanischer Roman- und Comicautor. Barr wurde vor allem bekannt als Verfasser von Mystery- und Science-Fiction-Romanen sowie als Comicautor.

## Leben
Barr begann Mitte der 1970er-Jahre als hauptberuflicher Comicautor zu arbeiten. Seine erste veröffentlichte Arbeit, eine achtseitige Mystery-Kurzgeschichte über den Abenteurer Elongated Man, erschien zur Jahreswende 1974/1975 in dem Comicheft Detective Comics #444. In den folgenden Jahren schrieb er weitere Kurzgeschichten für die Detective Comics sowie für die Horror-Comicserie House of Mystery, die beide im Programm des Verlages DC-Comics erschienen.
Zu Beginn der 1980er-Jahre übernahm Barr auch Autorenjobs für den Verlag Marvel Comics, für den er einige Skripte für die Serien Marvel Team-Up und Mystery in Space ablieferte. Hinzu kam ein Engagement als Gastautor für die Serie Captain America, für die er die Ausgabe #241 verfasste. Später folgten einige Hefte für Hulk und Spider-Man. Für DC schrieb er zu dieser Zeit Hefte der Serien Green Lanter und Batman.
1981 übernahm Barr erstmals redaktionelle Aufgaben, als er beginnend mit der Ausgabe# 277 den Posten des Editors für die bei DC erscheinende Science-Fiction-Serie Legion of Super-Heroes übernahm.
Seinen Durchbruch als Comicautor erlebte Barr 1982 mit der Miniserie Camelot 3000, einer modernen Interpretation der keltischen Artus-Sage, die den legendären britischen König ins 30. Jahrhundert verschlägt. Die Miniserie, die von Barr verfasst und von dem Briten Brian Bolland in naturalistische Bildern umgesetzt wurde, war sowohl künstlerisch als auch kommerziell einer der größten Erfolge auf dem amerikanischen Comicmarkt. Von August 1983 bis ins Jahr 1986 schrieb Barr die von ihm selbst entwickelte Team-Up-Serie Batman and the Outsiders (später in The Outsiders umbenannt). Als Zeichner wurde ihm hier erneut Jim Aparo zur Seite gestellt.
Im Anschluss an den von Jerry Bingham visualisierten graphischen Roman Batman. Son of the Demon von 1987, der nicht nur ein großer kommerzieller Erfolg war, sondern auch von der Kritik in hohen Tönen gelobt wurde, fungierte Barr knapp zwei Jahre lang als Autor der Batman-Geschichten für die Detective Comics. Als Zeichner sekundierte ihm zu dieser Zeit der Brite Alan Davis.
Private Projekte Barrs, die von dem Verlag Malibu Comics publiziert wurden, an denen Barr jedoch selbst die Rechte hält, sind die Serien Mantra und Maze Agency. Sein künstlerischer Partner bei Mantra war Terry Dodson.
Als Buchautor hat Barr mehrere Romane zu der amerikanischen Fernsehserie Star Trek verfasst.